# Елена Кантакузина
Елена Кантакузина (на гръцки: Ελένη Καντακουζηνή, Helena Kantakouzene; * 1333; † 10 декември 1396) е византийска императрица, съпруга на император Йоан V Палеолог.

## Биография
Дъщеря е на Йоан VI Кантакузин и Ирина Асенина, дъщеря на Андроник Асен. По майчина линия Елена Кантакузина е правнучка на българския цар Иван Асен III.
При управлението на император Андроник III баща ѝ Йоан Кантакузин заема длъжността велик доместик, а след смъртта на Андроник III става член на регентския съвет на малолетния император Йоан V Палеолог, бъдещия съпруг на Елена.
Скоро между Йоан Кантакузин и майката на Йоан V Палеолог, Анна Савойска, избухва конфликт, който прераства в гражданска война. Анна, която е начело на регентския съвет, се възползва от едно временно отсъствие на Йоан Кантакузин от Константинопол по време на поход срещу сръбския крал Стефан Душан и го обявява за изменник и враг на държавата. Голяма част от войската обаче се намира под контрола на Йоан Кантакузин, който на 26 октомври 1341 г. се провъзгласява за император в Димотика. Така започва поредната гражданска война в империята.
Борбата между Йоан Кантакузин и централната власт в Константинопол продължава до 1347 г. На 3 февруари 1347 двете воюващи страни постигат споразумение, според което Йоан Кантакузин е обявен за настойник и съимператор на Йоан V Палеолог. Примирието е скрепено с уговорката за брак между дъщерята на Йоан Кантакузин, Елена Кантакузина, и малолетния Йоан V Палеолог. Официално този брак е сключен на 28/29 май 1347 г. По това време Елена е на 13 години, а на Йоан V му остава един месец, за да навърши 15 години.
Мирът между Йоан Кантакузин и Йоан V трае до 1352 г., когато съпругът на Елена, подкрепян като законен император, вдига бунт срещу тъста си. Йоан Кантакузин е свален от престола и се оттегля в манастир.
През 1376 г. синът на Елена и Йоан V, Андроник IV, извършва държавен преврат срещу баща си. Императрица Елена Кантакузина е затворена в тъмница в Голубац заедно с по-голямата част от императорското семейство. Андроник IV действа с подкрепата на Република Генуа. Главни противници на узурпатора са Република Венеция и султан Мурад I. Благодарение на това през 1379 г. Йоан V успява да си върне престола, a Андроник IV бяга в квартала Пера, който се намира под контрола на генуезците. Елена Кантакузина също е отведена в Пера като заложница на сина си. Заложничеството ѝ продължава до 1381 г.
Йоан V умира на 16 февруари 1391 г. След смъртта му Елена Кантакузина се оттегля в манастира „Св. Марта“, където приема монашеското име Хипомона („Търпение“). Там тя умира на 10 декември 1396 г.

## Семейство
Елена Кантакузина ражда на Йоан V поне 9 деца:
- Андроник IV Палеолог (* 1348; † 1385), женен за Кераца Българска;
- Ирина Палеологина (* 1349; † 1362), омъжена за първия си братовчед Шахзаде Халил от Витиния, син на султан Орхан и Теодора Кантакузина, сестра на Елена Кантакузина;
- Мануил II Палеолог (* 1350; † 1425);
- Тодор I Палеолог, деспот на Морея (* 1355; † 1407);
- Михаил Палеолог († ок. 1376/1377);
- Мария Палеологина († ок. 1376), сгодена за Мурад I;
- Неизвестна дъщеря, сгодена за Петър II Кипърски;
- Неизвестна дъщеря, за която има сведения, че се замонашва 1373 г.;
- Неизвестна дъщеря, която също се замонашва през 1373 г.